# Hipertelorismo

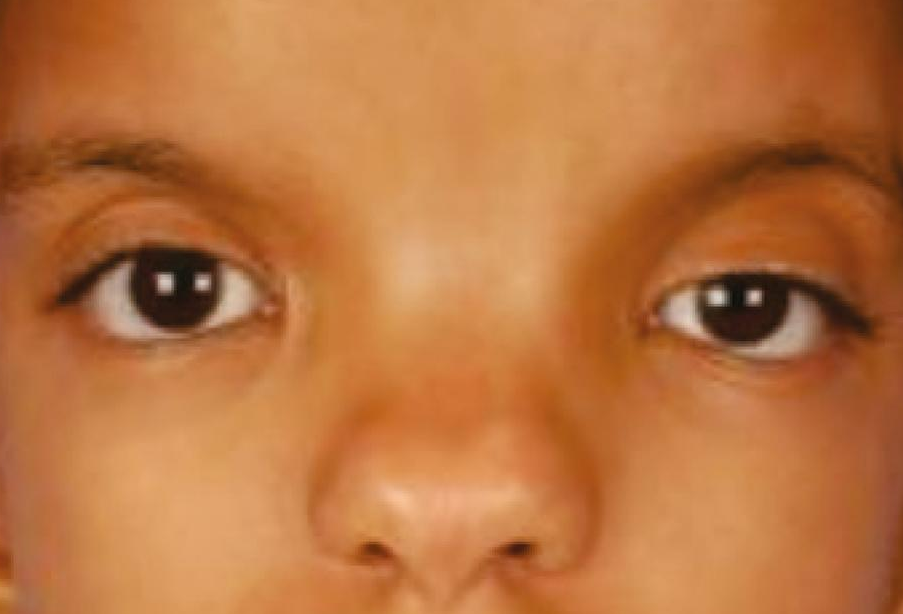

O hipertelorismo é uma situação onde se nota uma aumento anormal da distância entre dois órgãos ou partes do corpo, geralmente em referência ao aumento da distância entre órbitas. É um sinal de diversas síndromes, entre as quais síndrome de Edwards (trissomia 18), síndrome de DiGeorge, síndrome de Loeys–Dietz, síndrome de Apert, displasia craniofrontonasal, síndrome de Noonan ou neurofibromatose.